# Graderia linearifolia
Graderia linearifolia är en snyltrotsväxtart som beskrevs av Leslie Edward Wastell Codd. Graderia linearifolia ingår i släktet Graderia och familjen snyltrotsväxter. Inga underarter finns listade i Catalogue of Life.